# Periode (natuurkunde)
De periode of trillingstijd bij een repeterend verschijnsel is de tijdsduur tussen twee opeenvolgende gebeurtenissen waarbij de fysische toestand gelijk is. Deze definitie komt met de definitie van een periode in de wiskunde overeen. Repeterende verschijnselen zijn bijvoorbeeld een golf, een trilling, de beweging van een slinger en een object dat steeds in dezelfde periode een cirkelbaan doorloopt. De periode {\displaystyle T} is het omgekeerde van de frequentie {\displaystyle f} en wordt in het SI-stelsel in seconden uitgedrukt. Zodoende geldt:
{\displaystyle T={\frac {1}{f}}}

## Voorbeelden
- De periode dat de Aarde om de zon draait is een jaar.
- De periode van een geluidstrilling van 100 Hz bedraagt 0,01 seconde.
- De periode van een transversale golf is de tijd die het neemt dat twee achtereenvolgende toppen van de golf op hetzelfde punt voorbij komen.
- De periode van een longitudinale golf is de kortste tijd tussen twee keer dat alle punten van de golf zich met dezelfde snelheid en met dezelfde versnelling over de lijn van de golf bewegen.